# 安格斯·布兰特
安格斯·布兰特（英語：Angus Brandt，1989年10月26日—），澳大利亚男子篮球运动员，场上位置是中锋。他曾代表澳大利亚国家队参加2018年英联邦运动会篮球比赛，获得一枚金牌。

## 外部連結
- 安格斯·布兰特在fiba.basketball（英语）
- 安格斯·布兰特在archive.fiba.com（存檔）（英语）
- 安格斯·布兰特在B.LEAGUE官網（日语）
- 安格斯·布兰特在Basketball-Reference.com（國際）（英语）
- 安格斯·布兰特在Sports-Reference.com（NCAA）（英语）
- 安格斯·布兰特在Eurobasket.com（球員）（英语）
- 安格斯·布兰特在Proballers（英语）
- 安格斯·布兰特在RealGM（英语）